# رأي الشعب (صحيفة)
رأي الشعب هي صحيفة عربية يومية سودانية تصدر في الخرطوم.

## التاريخ والملف الشخصي
تأسست صحيفة رأي الشعب لتكون الجريدة الناطقة رسميا باسم حزب المؤتمر الشعبي، وهو حزب سياسي سوداني ذو توجه إسلامي أسسه حسن الترابي عام 1999.

## الموقف السياسي
اتخذت صحيفة رأي الشعب منذ تأسيسها اتّجاهًا مُعارضًا للحكومة السودانية في عهد الرئيس السابق عُمر البشير، وهو ما تسبب في تعليق صدور الجريدة وحظر نشرها ومُصادرة أعدادها عدة مرات كان أولها في سبتمبر (أيلول) 2006 عندما صادر جهاز الأمن السوداني عدد صحيفة رأي الشعب وعدد صحيفة السوداني تحت مزاعم ارتكاب الصحيفتين لأخطاء مهنيّة. كان ذلك بعد أن نشرت صحيفة السوداني مقالات أدعت أجهزة الأمن السودانية أنّها تؤثر على سير التحقيقات في قضية مقتل الصحفي محمد طه محمد أحمد رئيس التحرير السابق لصحيفة الوفاق. استأنفت صحيفة رأي الشعب نشاطها لاحقًا وعاودت الصدور من جديد، قبل أن تتعرض لأزمة جديدة مع الحكومة السودانية عندما أصدرت أجهزة الأمن السودانية في مايو (أيار) 2010 قرارًا بتعليق صدور صحيفة رأي الشعب إلى أجل غير مسمى، ولكن في 9 أكتوبر 2011 عاودت الصحيفة الصدور مرة أخرى بعد أن ألغت محكمة سودانية قرار تعليق الصدور. وفي الأول من يناير (كانون الثاني) 2012، قامت قوات الأمن السودانية بحظر جريدة رأي الشعب ومصادرة 15 ألف نُسخة من صحيفة رأي الشعب من المطبعة قبل توزيعها بساعات على خلفيّة نشر الصحيفة تصريحات منسوبة للجبهة الثورية السودانية في عددها الصادر بتاريخ 23 نوفمبر (تشرين الثاني) 2011. ألغي قرار الحظر في يناير (كانون الثاني) 2014، وسُمح لصحيفة رأي الشعب بمعاودة الصدور بعد توقف دام لأكثر من عامين بشرط أن تلتزم الصحيفة بالخطوط الحمراء التي وضعتها الحكومة السودانية للرقابة علي الصحف في السودان، وهو ما أعلن مجلس إدارة صحيفة رأي الشعب رفضه القاطع له.

## المحتوى

### رئاسة التحرير
تولى الطيب ابراهيم عيسي رئاسة تحرير صحيفة رأي الشعب منذ تأسيسها وحتى إيقاف صدورها عام 2012.